# 燕は戻ってこない
『燕は戻ってこない』（つばめはもどってこない）は、桐野夏生による日本の長編小説。2022年3月4日に集英社から刊行された。第57回吉川英治文学賞受賞。
2024年4月より、NHK総合にてテレビドラマが放送された。

## 制作背景
作者の桐野は「この50年くらいの間に女性の生き方は大きく変わったものの、子供を持つか持たないかについては年齢的な問題や婚姻制度など様々な問題が山積した状態で、女性の自由という中で思うようにいかなかった部分もあるように」思ったというが、ここに来て、生殖医療技術が発達して卵子凍結が可能になったことでパートナーがいなくても自分の子供ができるという希望が出てきて、様々な選択肢が考えられるようになったとの思いから「もともとこういった案件に関心があったので一度考えてみることにした」という。
桐野は小説を書く際には小説の中に正解を出すのではなく、常にテーマを設定して様々なことを考えることにしているとして、本書を執筆するに至った理由を「流れゆく時代の中で、今を生きる女性たちが何を考え、何に傷つけられて、どんな可能性を持つのかといった感情をこの小説で書きたいと思った」としている。

## 登場人物
大石理紀（リキ）〈29〉
本作の主人公。地方出身の女性で非正規労働者。
北海道での介護職の仕事を辞し、憧れの東京で病院事務の仕事に就いたものの、非正規雇用であるが故に困窮を極めている。
草桶基〈43〉
元バレエダンサー。
バレエ界のサラブレッドとしてのキャリアを積み、自らの遺伝子を受け継ぐ子孫を残すことを熱望している。
草桶悠子〈44〉
基の妻。
子どもが欲しいと思いつつも、不育症と卵子の老化により妊娠を諦めるしかなくなり、「代理母出産」の選択肢を受け入れる。
河辺照代（テル）
リキの同僚。副収入を得ようとリキに卵子提供を持ちかける。

## 書誌情報
- 桐野夏生『燕は戻ってこない』
  - 単行本：2022年3月4日発売、集英社、ISBN 978-4-08-771761-7
  - 文庫本：2024年3月19日発売[5]、集英社文庫、ISBN 978-4-08-744625-8

## テレビドラマ
2024年4月30日から7月2日まで、NHK総合の「ドラマ10」枠で放送された。NHK BSプレミアム4Kでも同じ放送期間において毎週火曜の18時15分から19時00分に放送。主演は石橋静河。

### キャスト
- 大石理紀（リキ） - 石橋静河
- 草桶基 - 稲垣吾郎[6][3]（少年期：大石惺亜、ダンスダブル：厚地康雄[注 1]）
- ダイキ - 森崎ウィン[6][3]
- 河辺照代（テル） - 伊藤万理華[6][3]
- 青沼薫 - 朴璐美[6][3]
- 佐々木佳子 - 富田靖子[6][3]
- 日高 - 戸次重幸[6][3]
- ミサキ - 梅舟惟永[7]
- 礒谷 - 草村礼子[8]
- 平岡 - 酒向芳[9][10]
- 寺尾りりこ - 中村優子[9][10]
- 大石昌江 - あめくみちこ[9][10]
- 大石茂 - 康すおん[7]
- 光森 - 吹越満[9][10]
- 須田 - 岡部ひろき[11]
- タカシ - いとうせいこう[9][10]
- 草桶悠子 - 内田有紀[6][3]
- 草桶千味子 - 黒木瞳[6][3]
- レイジ（リキの元彼） - 町田悠宇[12]（第1話）
- 店員（ペットショップ） - 上田実規朗[13]（第1話）
- 上司（病院事務） - 本郷弦[14]（第1・2話）
- 婦人科医 - 福本伸一[15]（第1話）
- 産科看護師 - 笠井里美[16]（第1話）
- サラリーマン（リキの隣人） - 日下部千太郎[17]（第1・2話）
- ソム太（テルの彼氏） - フレン・マリノ（第2話・第3話・最終話）
- 木島（バレエ教室スタッフ） - 笠島智（第2・7・8話）
- 警察官 - 佐藤幾優[18]（第2話）
- 島田（編集者） - 飯島みなみ[19]（第2話）
- 男子（リキの高校時代の相手） - 安光隆太郎[20]（第2話）
- 草桶カナ（基の前妻） - 夢咲ねね[21]（第3話）
- 会社員（光森と須田の同僚） - 長谷川直紀[22]（第3話）、丸山雄大[23]（第3話）、高橋義和（第3話）
- 店員（カフェ） - 山崎丹奈[24]（第3話）
- 舞台監督 - 杉山圭一[25]（第3話）
- 産婦人科医 - 本間剛[26]（第4・6 - 8話）
- 看護師 - 渡邉りか子[27]（第4話）
- 大石浩介（リキの兄） - 岸野健太[28]（第5話）
- 大石美弥（浩介の妻） - 呉城久美（第5話）
- アダチ（リキの元同僚） - 斎藤加奈子[29]（第5話）
- メグミ（リキの元同僚） - 小田中里菜[30]（第5話）
- トミタ（リキの元同僚） - 鯉沼トキ[31]（第5話）
- テレビの音声 - 青島楓（第5話）
- 桜井奈帆（「アート・マネージメント」著者）- 鈴木蘭々[32]（第7話）
- 増川（イラスト発注担当者）- 芝大輔[33]（第7話・第9話）
- 荻野（桜井奈帆の発売イベントスタッフ）- 浅井映里香[34]（第7話）
- 川上貴大（バレエ教室の生徒）- 利田太一（第7話・第8話）
- 川上エミコ（貴大の母）- 石村みか[35]（第7話）
- ピアニスト（バレエの伴奏）- 秦絢子[36]（第7話・第8話）
- 杉本（シェアハウスの家政婦）- 竹内都子[37]（第8話 - 最終話）
- 女性（飼い犬の散歩をする女性） - 福田温子[38]（第9話）
- 佐川（りりこのファン） - 永野[39]（第9話）
- 看護師 - 小瀧万梨子[40]（最終話）

### スタッフ
- 原作 - 桐野夏生『燕は戻ってこない』（集英社刊）
- 脚本 - 長田育恵[6][3]
- 音楽 - Evan Call[6]
- 演出 - 田中健二、山戸結希、北野隆[10]
- 制作統括 - 清水拓哉、磯智明[10]
- プロデューサー - 板垣麻衣子、大越大士[10]

### 受賞
- 東京ドラマアウォード2024[41]
  - 連続ドラマ部門 優秀賞
  - 主演女優賞（石橋静河）
  - 助演女優賞（内田有紀）

### 放送日程
| 話数                                                         | 放送日  | 演出     | 視聴率 |
| ------------------------------------------------------------ | ------- | -------- | ------ |
| 第1話                                                        | 4月30日 | 田中健二 |        |
| 第2話                                                        | 5月07日 | 山戸結希 |        |
| 第3話                                                        | 5月14日 | 田中健二 |        |
| 第4話                                                        | 5月21日 | 田中健二 |        |
| 第5話                                                        | 5月28日 | 田中健二 |        |
| 第6話                                                        | 6月04日 | 北野隆   |        |
| 第7話                                                        | 6月11日 | 田中健二 |        |
| 第8話                                                        | 6月18日 | 北野隆   |        |
| 第9話                                                        | 6月25日 | 北野隆   | 3.9%   |
| 最終話                                                       | 7月02日 | 田中健二 | 5.2%   |
| （視聴率はビデオリサーチ調べ、関東地区・世帯・リアルタイム） |         |          |        |

| NHK総合 ドラマ10                                               | NHK総合 ドラマ10                            | NHK総合 ドラマ10                                                                            |
| 前番組                                                         | 番組名                                      | 次番組                                                                                      |
| -------------------------------------------------------------- | ------------------------------------------- | ------------------------------------------------------------------------------------------- |
| 天使の耳〜交通警察の夜 （再編集版） （2024年4月2日 - 4月23日） | 燕は戻ってこない （2024年4月30日 - 7月2日） | 家族だから愛したんじゃなくて、 愛したのが家族だった （再編集版） （2024年7月9日 - 9月24日） |